# Fiordo di Karrats

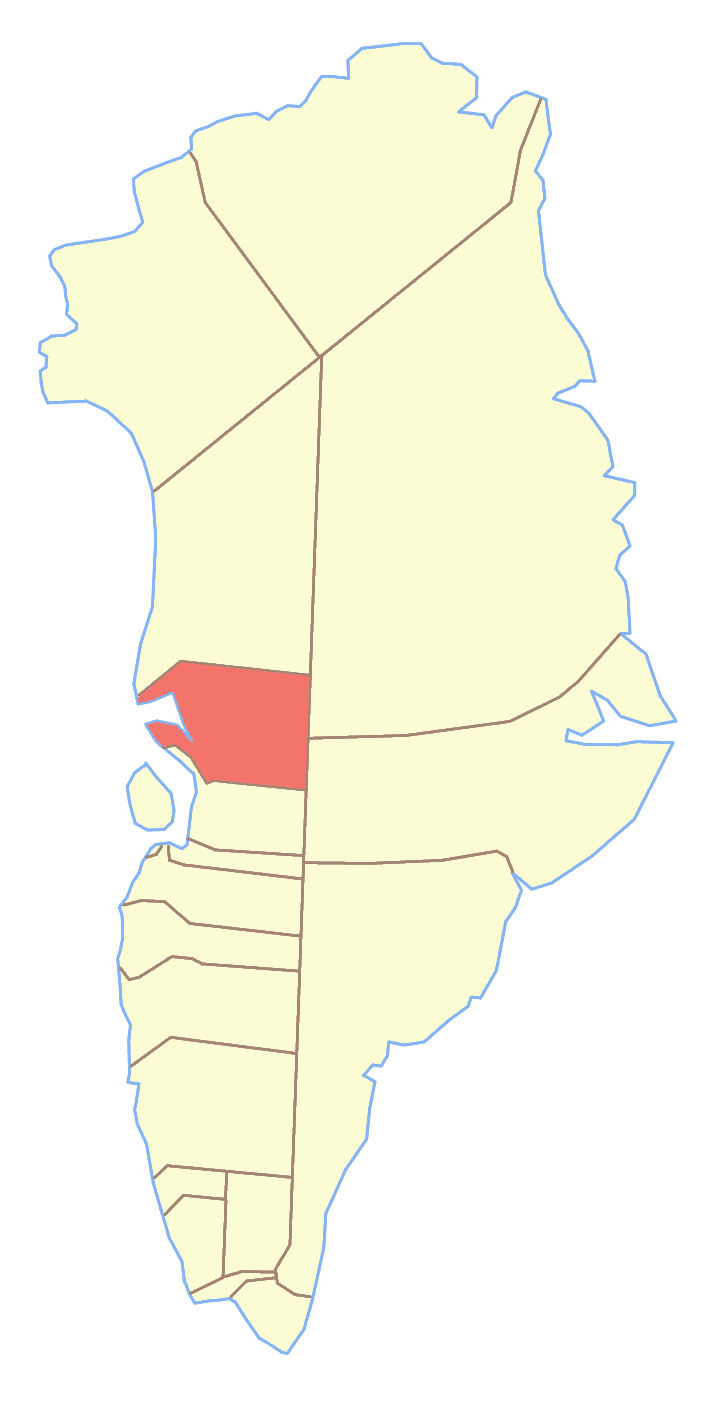
Ex comune di Uummannaq, dove si trovava il fiordo di Karrats

Il fiordo di Karrats (danese Karrats Fjord) è un fiordo della Groenlandia di 115 km. Si trova a 71°23'N 53°40'O; appartiene al comune di Avannaata.